# الخيار العسكري العربي
الخيار العسكري العربي هو كتاب للفريق سعد الدين الشاذلي رئيس الأركان السابق في القوات المسلحة المصرية. نشر الكتاب في الجزائر عام 1984 . وتناول الفريق سعد الدين الشاذلي فيه الخيارات السياسية و العسكرية وتاريخ التحول من التوجه العسكري للدول العربية إلى السياسي . وكذلك قام بطرح دراسته للتسليح العربي مقابلا لمثيله الإسرائيلي من حيث الإمكانات و القدرات القتالية.